# Јан-Никлас Пот
Јан-Никлас Пот (Кил, 8. новембар 1993) је њемачки парабадминтониста. Такмичио се у категорији мушкарци појединачно SL4 на Љетњим параолимпијским играма 2020. године, али није се пласирао у нокаут фазу.

## Биографија
Пот има хипоплазију тибије. Има наследно скраћену десну ногу без скочног зглоба и плоче раста, која је продужена протезом.

## Спортска каријера
Године 2017., Пот се такмичио у дублу на Свјетском првенству у бадминтону за особе са инвалидитетом у Улсану, Јужна Кореја, и стигао је до четвртфинала. На Европском првенству у бадминтону за особе са инвалидитетом 2018. у Родезу, освојио је златну медаљу у дублу са Паскалом Волтером, побједивши француски дуо Гијом Гејли и Матје Томас. Освојио је бронзану медаљу у мјешовитом дублу са Норвежанином Хеле Софи Сагој. У августу 2019. године, Пот је освојио сребрну медаљу у мјешовитом дублу са Катрин Зајберт на Свјетском првенству у Базелу. У дублу је стигао до четвртфинала са Паскалом Волтером. Пот је елиминисан са Љетњих параолимпијских игара 2020. године, на којима су се први пут одржала такмичења у бадминтону, завршивши на трећем мјесту у својој прелиминарној групи, иза два евентуална финалиста.

## Спортска постигнућа

### Свјетски шампионати
Мушки парови SL3–SL4
| Година | Мјесто одржавања такмичења                     | Партнер        | Противници                                 | Бодови       | Резултат      |
| ------ | ---------------------------------------------- | -------------- | ------------------------------------------ | ------------ | ------------- |
| 2011.  | Колисео Депортиво, Гватемала (град), Гватемала | Раул Ангјано   | Лин Ченгче Лин Јунгчанг                    | 18–21, 10–21 | Бронза        |
| 2013.  | Хелмут Керниг Хале, Дортмунд, Њемачка          | Ентони Форстер | Чаварат Китичокватана Дачатон Сенгарајакул | 18–21, 14–21 | Silver Сребро |

Мјешовити парови SL3–SU5
| Година | Мјесто одржавања такмичења          | Партнер        | Противници                      | Бодови      | Резултат |
| ------ | ----------------------------------- | -------------- | ------------------------------- | ----------- | -------- |
| 2019.  | Санкт Јакобсхале, Базел, Швајцарска | Катрин Зајберт | Хари Сусанто Леани Ратри Октила | 4–21, 11–21 | Сребро   |

### Европски шампионати
Мушкарци појединачно SL4
| Година | Мјесто одржавања такмичења                | Противници  | Бодови      | Резултат |
| ------ | ----------------------------------------- | ----------- | ----------- | -------- |
| 2014.  | High Performance Center, Мурсија, Шпанија | Лукас Мазур | 7–21, 15–21 | Бронза   |

Мушки парови SL3–SL4
| Година | Мјесто одржавања такмичења                    | Партнер            | Противници              | Бодови       | Резултат |
| ------ | --------------------------------------------- | ------------------ | ----------------------- | ------------ | -------- |
| 2014.  | High Performance Center, Мурсија, Шпанија     | Симон Круз Модехар | Данијел Ли Колин Лесли  | 21–13, 21–12 | Злато    |
| 2016.  | Sporthal de Haamen, Бек, Холандија            | Паскал Волтер      | Лукас Мазур Метју Томас | 10–21, 17–21 | Бронза   |
| 2018.  | Спортска дворана Амфитеатар, Родез, Француска | Паскал Волтер      | Гијом Гејли Метју Томас | 22–20, 21–14 | Злато    |

Мјешовити парови SL3–SU5
| Година | Мјесто одржавања такмичења                    | Партнер          | Противници              | Бодови       | Резултат |
| ------ | --------------------------------------------- | ---------------- | ----------------------- | ------------ | -------- |
| 2018.  | Спортска дворана Амфитеатар, Родез, Француска | Хеле Софие Сегеј | Лукас Мазур Фостин Ноел | 14–21, 11–21 | Бронза   |

### Међународни турнири (2011–2021) (5 титула, 8 другопласирани)
Мушкарци појединачно SL4
| Година | Мјесто одржавања такмичења        | Противници     | Бодови              | Резултат  |
| ------ | --------------------------------- | -------------- | ------------------- | --------- |
| 2013   | Спаниш Парабадминтон Интернашонал | Дејвид Пурди   | 21–19, 21–13        | Побједник |
| 2013   | Спаниш Парабадминтон Интернашонал | Ентони Форстер | 18–21, 21–19, 22–20 | Побједник |
| 2013   | Спаниш Парабадминтон Интернашонал | Боби Грифин    | 21–18, 21–19        | Побједник |

Мушки парови SL3–SL4
| Година | Мјесто одржавања такмичења         | Партнер        | Противници                                 | Бодови              | Резултат       |
| ------ | ---------------------------------- | -------------- | ------------------------------------------ | ------------------- | -------------- |
| 2012.  | Френч Парападминтон Интернашонал   | Ентони Форстер | Чаварат Китичокватана Дачатон Сенгарајакул | 15–21, 22–24        | Другопласирани |
| 2013.  | Спаниш Парабадминтон Интернашонал  | Ентони Форстер | Џимох Адиса Фолавио Моисес Пуханте Гомез   | 21–1, 21–5          | Другопласирани |
| 2013.  | Спаниш Парабадминтон Интернашонал  | Ентони Форстер | Боби Грифин Пабло Рамос                    | 21–11, 21–12        | Другопласирани |
| 2013.  | Спаниш Парабадминтон Интернашонал  | Ентони Форстер | Нејл Џарви Дејвид Пурди                    | 21–17, 21–5         | Другопласирани |
| 2013.  | Спаниш Парабадминтон Интернашонал  | Ентони Форстер | Ким Гијон Бартломиеј Мруз                  | 8–21, 15–21         | Другопласирани |
| 2016.  | Туркиш Парабадминтон Интернашонал  | Боби Грифин    | Бартломиеј Мруз Илкер Тучу                 | 16–21, 18–21        | Другопласирани |
| 2017.  | Ајриш Парабадминтон Интернашонал   | Паскал Волтер  | Лукас Мазур Метју Томас                    | 15–21, 20–22        | Другопласирани |
| 2018.  | Спаниш Парабадминтон Интернашонал  | Паскал Волтер  | Сирипонг Темаром Метју Томас               | 21–17, 14–21, 20–22 | Другопласирани |
| 2018.  | Јапан Парабадминтон Интернашонал   | Паскал Волтер  | Даисуке Фуђихара Сирипонг Темаром          | 14–21, 21–18, 10–21 | Другопласирани |
| 2018.  | Денмарк Парабадминтон Интернашонал | Рикард Нилсон  | Џошуа Донкер Марк Модерман                 | 21–17, 21–6         | Побједник      |
| 2019.  | Дубаи Парабадминтон Интернашонал   | Паскал Волтер  | Двијоко Фреди Сетиаван                     | 15–21, 18–21        | Другопласирани |

Мјешовити парови SL3–SU5
| Година | Мјесто одржавања такмичења         | Партнер          | Противници                            | Бодови              | Резултат       |
| ------ | ---------------------------------- | ---------------- | ------------------------------------- | ------------------- | -------------- |
| 2015.  | Спаниш Парабадминтон Интернашонал  | Катрин Зајберт   | Маној Саркар Парул Пармар             | 21–13, 17–21, 21–14 | Побједник      |
| 2016.  | Ајриш Парабадминтон Интернашонал   | Хеле Софие Сагеј | Лукас Мазур Фостине Ноел              | 17–21, 8–21         | Другопласирани |
| 2017.  | Спаниш Парабадминтон Интернашонал  | Хеле Софие Сагеј | Марсел Адам Катрин Зајберт            | 21–17, 16–21, 21–19 | Побједник      |
| 2018.  | Денмарк Парабадминтон Интернашонал | Хеле Софие Сагеј | Колин Лесли Катрине Розенгрен         | 26–24, 21–11        | Побједник      |
| 2018.  | Денмарк Парабадминтон Интернашонал | Хеле Софие Сагеј | Олександр Чурков Ивана Редка          | 21–8, 21–7          | Побједник      |
| 2018.  | Денмарк Парабадминтон Интернашонал | Хеле Софие Сагеј | Рогерио Оливеира Мери Маргарет Вилсон | 21–18, 21–8         | Побједник      |